# Sončev mrk 30. maja 1965
V nedeljo, 30. maja 1965 se je zgodil popolni Sončev mrk. Sončev mrk nastane, ko Luna prečka črto med Zemljo in Soncem delno ali popolno za opazovalca na Zemlji. Popolni mrk se zgodi, ko je Lunin navidezni premer večji kot Sončev, kar ovira Sončevo svetlobo na Zemljo in spremeni dan v temo. Popolnost se zgodi le na ozkem predelu Zemljine površine, delnost pa se razširja na več tisoč kilometrih. Popolnost je bila 31. maja (ponedeljek) vidna iz severozahodne regije Northland na Novi Zelandiji, iz Manuae na Cookovih otokih, Manuae in Motu Onea v Francoski Polineziji in v Peruju 30. maja (nedelja).

## Povezani mrki

### Sončevi mrki 1964–1967
Opomba: Delna sončeva mrka 14. januarja 1964 in 9. julija 1964 pripadata prejšnjemu lunarnemu letu.
| Niz sončevih mrkov v obdobju 1964–1967 | Niz sončevih mrkov v obdobju 1964–1967 | Niz sončevih mrkov v obdobju 1964–1967 | Niz sončevih mrkov v obdobju 1964–1967  | Niz sončevih mrkov v obdobju 1964–1967 |
| -------------------------------------- | -------------------------------------- | -------------------------------------- | --------------------------------------- | -------------------------------------- |
| Dvižni vozel                           | Dvižni vozel                           |                                        | Padni vozel                             | Padni vozel                            |
| Saros                                  | Zemljevid                              | Saros                                  | Zemljevid                               |                                        |
| 117                                    | 10. junij 1964 Delni                   | 122                                    | 4. december 1964 Delni                  |                                        |
| 127                                    | 30. maj 1965 Popolni                   | 132                                    | 23. november 1965 Kolobarjasti          |                                        |
| 137                                    | 20. maj 1966 Kolobarjasti              | 142                                    | 12. november 1966 Popolni               |                                        |
| 147                                    | 9. maj 1967 Delni                      | 152                                    | 2. november 1967 Popolni (ne-središčni) |                                        |

### 127. saros
Mrk je del 127. saroškega cikla, ki se ponovi na vsakih18 let, 11 dni in vsebuje 82 mrkov. Serija se je začela z delnim sončevim mrkom 10. oktobra 991 n. š. Vsebuje popolne mrke od 14. maja 1352, do 15. avgusta 2091. V tej seriji ni nobenih kolobarjastih mrkov. Serija se konča z 82. članom, ki je delni mrk 21. marca 2452. Najdaljša popolnost je trajala 5 minut in 40 sekund na 30. avgust 1532. Vsi mrki v tej seriji se zgodijo v luninem dvižnem vozlu.
| Člani serije med 1901 do 2200 (52.-68.) | Člani serije med 1901 do 2200 (52.-68.) | Člani serije med 1901 do 2200 (52.-68.) |
| 52                                      | 53                                      | 54                                      |
| --------------------------------------- | --------------------------------------- | --------------------------------------- |
| 28. april 1911                          | 9. maj 1929                             | 20. maj 1947                            |
| 55                                      | 56                                      | 57                                      |
| 30. maj 1965                            | 11. junij 1983                          | 21. junij 2001                          |
| 58                                      | 59                                      | 60                                      |
| 2. julij 2019                           | 13. julij 2037                          | 24. julij 2055                          |
| 61                                      | 62                                      | 63                                      |
| 3. avgust 2073                          | 15. avgust 2091                         | 26. avgust 2109 (Delni)                 |
| 64                                      | 65                                      | 66                                      |
| 6. september 2127 (Delni)               | 16. september 2145 (Delni)              | 28. september 2163 (Delni)              |
| 67                                      | 68                                      |                                         |
| 8. oktober 2181 (Delni)                 | 19. oktober 2199 (Delni)                |                                         |

### Metonovi nizi
Metonov niz ponovi mrke na vsakih 19 let (6939,69 dni). Traja približno 5 ciklov. Mrki se zgodijo v skoraj enakem koledarskem datumu. Oktonski podnizi se ponovijo na 1/5 časa trajanja Metonovega cikla, oziroma na vsakih 3,8 let (1387,94 dni).
Vsi mrki v tej tabeli so se zgodili v Luninem dvižnem vozlu.
| 22 mrkov med 5. januarjem 1935 in 11. avgustom 2018 | 22 mrkov med 5. januarjem 1935 in 11. avgustom 2018 | 22 mrkov med 5. januarjem 1935 in 11. avgustom 2018 | 22 mrkov med 5. januarjem 1935 in 11. avgustom 2018 | 22 mrkov med 5. januarjem 1935 in 11. avgustom 2018 |
| 4.-5. januar                                        | 23.-24. oktober                                     | 10.-12. avgust                                      | 30.-31. maj                                         | 18.-19. marec                                       |
| 111                                                 | 113                                                 | 115                                                 | 117                                                 | 119                                                 |
| --------------------------------------------------- | --------------------------------------------------- | --------------------------------------------------- | --------------------------------------------------- | --------------------------------------------------- |
| 5. januar 1935                                      |                                                     | 12. avgust 1942                                     | 30. maj 1946                                        | 18. marec 1950                                      |
| 121                                                 | 123                                                 | 125                                                 | 127                                                 | 129                                                 |
| 5. januar 1954                                      | 23. oktober 1957                                    | 11. avgust 1961                                     | 30. maj 1965                                        | 18. marec 1969                                      |
| 131                                                 | 133                                                 | 135                                                 | 137                                                 | 139                                                 |
| 4. januar 1973                                      | 23. oktober 1976                                    | 10. avgust 1980                                     | 30. maj 1984                                        | 18. marec 1988                                      |
| 141                                                 | 143                                                 | 145                                                 | 147                                                 | 149                                                 |
| 4. januar 1992                                      | 24. oktober 1995                                    | 11. avgust 1999                                     | 31. maj 2003                                        | 19. marec 2007                                      |
| 151                                                 | 153                                                 | 155                                                 | 157                                                 | 159                                                 |
| 4. januar 2011                                      | 23. oktober 2014                                    | 11. avgust 2018                                     |                                                     |                                                     |